# Roz Savage
Rosalind Elizabeth Adriana Savage née le 23 décembre 1967 dans le Cheshire, connue sous le nom de Roz Savage, est une rameuse océanique, défenseuse de l'environnement, écrivaine, oratrice et femme politique anglaise. Elle est élue députée libérale-démocrate pour la nouvelle circonscription de South Cotswolds lors des élections générales de 2024.
Elle détient quatre records du monde Guinness pour la rame océanique, dont celui de la première femme à avoir traversé en solitaire trois océans : l'Atlantique, le Pacifique et l'océan Indien. Elle parcourt plus de 15 000 milles nautiques à la rame, donne environ 5 millions de coups de rame et passe au total plus de 500 jours de sa vie en mer dans une barque de 23 pieds.

## Biographie

### Jeunesse
Roz Savage naît dans le 23 décembre 1967 dans le Cheshire. Elle étudie à la Perse School for Girls. Elle se met à l'aviron à l'University College (Oxford), et gagne deux demi-bleus pour avoir représenté l'Université d'Oxford contre Cambridge dans la Women's Reserve Boat Race de 1988 et dans la Women's Lightweight Boat Race de 1989,. Elle est titulaire d'un BA en droit de l'Université d'Oxford (1989) et d'un Doctor of Professional Studies de l'université du Middlesex (2021), où sa thèse s'intitule The Ocean in a Drop : a narrative of reintegration for an era of disintegration.
En 2000, à l'âge de 34 ans, elle a passé 11 ans en tant que consultante en gestion. Cette année-là, au cours d'un voyage en train, elle esquisse les nécrologies de la vie qu'elle menait et de celle qu'elle souhaite vraiment. Leur disparité la pousse à renoncer à son mari, à son revenu stable et à sa grande maison en banlieue,.
En 2003, elle devient membre de la Royal Geographical Society et participe à une expédition anglo-américaine qui permet de découvrir des ruines incas dans les forêts nuageuses des Andes, près du Machu Picchu, au Pérou. Elle passe ensuite trois mois supplémentaires dans ce pays, voyageant seule et effectuant des recherches pour son premier livre, Three Peaks in Peru.
Elle participe aux marathons de Londres et de New York, terminant à chaque fois dans les 2 % de femmes les mieux classées, et a réalisé un record personnel de 3 heures et 19 minutes.

### Rameuse océanique

#### Atlantique
Le 13 mars 2006, elle achève la première étape en terminant la course à la rame de l'Atlantique en tant que seule concurrente en solitaire, mettant 103 jours 5 heures 43 minutes pour effectuer la traversée. Elle l'a fait sans soutien, bien qu'elle ait cassé ses quatre avirons et qu'elle ait dû ramer avec des avirons rafistolés pendant plus de la moitié de la course. Son réchaud est tombé en panne après seulement 20 jours, puis son équipement de navigation et son lecteur de musique. Elle a réussi à tenir son blog quotidien jusqu'au 80e jour, lorsque son téléphone satellite est tombé en panne, ne laissant que les mouvements détectés par son transpondeur de position.
Malgré tout, et le danger de devoir couper la corde de son ancre flottante défaillante dans des vagues de 3,7 m, elle est arrivée saine et sauve à Antigua. Elle est seulement la cinquième femme à traverser l'Atlantique à la rame en solitaire, d'est en ouest.
Son histoire a été filmée sous le titre A Little Silver Boat in a Big Silver Sea dans le cadre de la série documentaire d'ITV1 Is It Worth It?, diffusée pour la première fois le 12 mars 2007 au Royaume-Uni. Le livre de Roz Savage sur sa traversée de l'Atlantique, Rowing the Atlantic - Lessons Learned on the Open Ocean, est publié le 6 octobre 2009 par Simon & Schuster.

#### Pacifique
Peu après sa traversée réussie de l'Atlantique, elle annonce sa candidature pour devenir la première femme à traverser l'océan Pacifique à la rame en solitaire, des États-Unis à l'Australie. (Maud Fontenoy a traversé la moitié du Pacifique à la rame en 2005, en empruntant un itinéraire différent). Elle a atteint son objectif en trois étapes : De la Californie à Hawaï à l'été 2008, à Tuvalu en 2009 et à la Papouasie-Nouvelle-Guinée en 2010,.
Elle a entamé la première étape le 12 août 2007 depuis Crescent City, en Californie, et a été secourue 10 jours plus tard à environ 90 miles des côtes par les garde-côtes américains, appelés par un sympathisant qui s'était inquiété du mauvais temps et d'une blessure à la tête qu'elle mentionnait dans son blog. Elle a ensuite pu récupérer son bateau Brocade,. Elle a fait une nouvelle tentative le 25 mai 2008, en partant de Sausalito, en Californie, et est arrivée à Hawaï le 1er septembre 2008, devenant ainsi la première femme à ramer en solitaire de la Californie à Hawaï. Elle a effectué la traversée de San Francisco à Waikiki en 99 jours 8 heures et 55 minutes. La distance totale parcourue était de 2 598 milles nautiques (4 811 km) et a nécessité environ un million de coups de rames,. En route vers Hawaï, Savage a reçu un ravitaillement en eau essentiel de la part de l'équipage de deux hommes du radeau JUNK, également en route de la Californie vers Hawaï. Ils manquaient de nourriture car leur voyage durait plus longtemps que prévu, et elle a pu leur donner une partie de son surplus.
Elle a entamé la deuxième étape le 24 mai 2009, avec l'intention d'arriver à la nation insulaire de Tuvalu, à 2580 milles de là. Le 28 août, après avoir souffert de vents et de courants contraires pendant plusieurs jours, alors que ses réserves de nourriture s'épuisaient et que son dessalinisateur était en panne, Roz Savage a réalisé qu'il était peu probable qu'il puisse atteindre Tuvalu et a, à contrecœur, changé de cap pour Tarawa. Elle arrive à Tarawa le 5 septembre après 104 jours de mer et environ 1,3 million de coups de rame.
Roz Savage a entamé sa troisième et dernière étape de la Pacific Row le 18 avril 2010 avec l'intention de ramer jusqu'à la côte est de l'Australie. Après que les courants du milieu de l'océan lui ont donné une trajectoire plus à l'ouest, il a de nouveau changé de destination et est arrivé en Papouasie-Nouvelle-Guinée le 8 mai 2010. Le 3 juin, elle a annoncé sur Twitter qu'elle était arrivée à Madang, en Papouasie-Nouvelle-Guinée, après 45 jours de mer.

#### Océan Indien
En avril 2011, Roz Savage entreprend de traverser l'océan Indien à la rame, en partant de Fremantle, en Australie. Son itinéraire, ses lieux de séjour quotidiens et sa destination sont tenus secrets en raison du danger que représentent les pirates. Elle est remorquée jusqu'en Australie quinze jours après le début du voyage de 4 000 milles, en raison d'une défaillance de la machine de dessalement dont le bateau est équipé. Roz Savage achève sa traversée de l'océan Indien à Maurice le 3 octobre 2011 (date locale). Elle devient ainsi, selon le site de l’United Nations Environnement Programme, la première femme à avoir traversé en solo trois océans : l'Atlantique, le Pacifique et l'océan Indien. La traversée a duré 154 jours. En ajoutant la traversée de l’Atlantique et celle du Pacifique, elle totalise plus de 15 000 milles nautiques à son compteur.

#### Atlantique Nord
En mars 2012, Roz Savage annonce qu'elle a l'intention de traverser l'Atlantique Nord à la rame au sein de l'équipe Olympic Atlantic Row (OAR) avec Andrew Morris. L'objectif est de ramer de St John's au Canada jusqu'au Royaume-Uni, de toucher terre à Bristol et de ramer ensuite à travers les voies navigables intérieures jusqu'à Londres, en arrivant à temps pour les Jeux olympiques. Ce projet est reporté sine die en mai 2012 en raison du nombre anormalement élevé d'icebergs dérivant le long des côtes de Terre-Neuve, à la suite de la rupture d'un énorme morceau de glace d'un glacier au Groenland en 2010. La situation est jugée comme représentant un niveau de risque inacceptable pour la sécurité des rameurs.

#### Soutien à la course Ocean Rowing
En 2012, Roz Savage rejoint Chris Martin et l'équipe de New Ocean Wave en tant que consultant pour la Great Pacific Race de Monterey (Californie) à Honolulu (Hawaï), à partir de juin 2014.

### Politique
Roz Savage se présente sans succès en mai 2023 pour les libéraux-démocrates lors d'une élection partielle dans la circonscription de Painswick et Upton du conseil de district de Stroud, dans le Gloucestershire,. Elle est choisie en septembre 2023 comme candidate libérale-démocrate pour la nouvelle circonscription de South Cotswolds, qui couvre des parties du Gloucestershire et du Wiltshire. Elle remporte le siège lors des élections générales de 2024 en obtenant 22 961 voix. Elle bat James Gray qui a été le député conservateur du North Wiltshire de 1997 à 2024.

### Autres activités
Roz Savage est une héroïne climatique des Nations unies, une présentatrice formée pour le Climate Reality Project et une athlète ambassadrice de 350.org. Elle siège au conseil d'administration d'Adventurers and Scientists for Conservation et est ambassadrice bleue du projet britannique BLUE. Elle promeut les communautés sans plastique en tant que copatronne de la campagne Greener Upon Thames pour des Jeux olympiques sans sacs plastiques en 2012, et en tant que membre notable de la Coalition contre la pollution plastique. Elle soutient également le travail de l'Institut 5 Gyres et est ambassadrice de Plastic Oceans et du projet One World One Ocean de MacGillivray Freeman. Ses voyages se déroulent sous les auspices de la campagne "Blue Frontier".
En 2016-2017, elle enseigne un séminaire hebdomadaire sur le courage au Jackson Institute for Global Affairs de Yale.

## Distinctions et prix
Roz Savage est nommée MBE (membre de l'Ordre de l'Empire britannique) lors de la cérémonie d'anniversaire de 2013 pour les services rendus à la sensibilisation à l'environnement et à la collecte de fonds.
Elle est membre de la Royal Geographical Society et de l'Explorers Club de New York. Elle est classée parmi les vingt plus grands aventuriers britanniques par le Daily Telegraph et parmi les dix plus grands aventuriers par le National Geographic. En 2011, elle reçoit le prix Ocean Inspiration Through Adventure. En 2010, elle est nommée aventurière de l'année par le National Geographic. Elle reçoit un diplôme honorifique (Doctor of Laws) de l'université de Bristol en 2014.

## Sélection de publications
- The Ocean in a Drop: Navigating from Crisis to Consciousness, Flint, 2022 (ISBN 978-0750999694)
- The Gifts of Solitude: A Short Guide to Surviving and Thriving in Isolation, Roz Savage, 2020 (ISBN 979-8637532049)
- Stop Drifting, Start Rowing: One Woman's Search For Happiness And Meaning Alone On The Pacific, Hay House, 2013 (ISBN 978-1781801185)
- Rowing the Atlantic: Lessons Learned on the Open Ocean, Simon & Schuster, 2010 (ISBN 978-1439153727)